# Hôtel du Président Hénault
El hôtel du President Hénault es un hôtel particulier ubicado en el número 82 de la rue François-Miron en el 4 distrito de París, Francia.

## Historia
Fue construido en 1707 por el arquitecto Edme Fourier sobre dos casas de Charles-Jean-François Hénault. Fue adquirido en 1793 por Edme Delaborne y permaneció en manos de la misma familia hasta el siglo XX. Fue adquirida en 1943 por el Ayuntamiento de París y desde 1996 alberga la Casa Europea de la Fotografía .

## Descripción
Tiene una fachada en la rue François-Miron y una fachada secundaria en sillería en el jardín en 5-7, rue de Fourcy con dos grandes escaleras, exterior e interior.
La fachada a la calle, así como el balcón y sus herrajes, están catalogados como monumentos históricos desde el 16 de enero de 1926 (99 años).